# Shumwayita
La shumwayita és un mineral de la classe dels sulfats. Rep el seu nom de la família Shumway, els membres de la qual estan connectats amb el descobriment i explotació de molts dipòsits d'urani de l'altiplà de Colorado durant la dècada de 1920.

## Característiques
La shumwayita és un sulfat de fórmula química (UO₂)₂(SO₄)₂·5H₂O. És químicament similar (encara que d'una manera bàsica) a la jachymovita, la uranopilita i la metauranopilita. Va ser aprovada com a espècie vàlida per l'Associació Mineralògica Internacional l'any 2015. Cristal·litza en el sistema monoclínic. Es troba en forma de prismes, de fins a aproximadament 0,3 mil·límetres, allargats al llarg de [100]; sovint en intercreixements subparal·lels o a l'atzar. La seva duresa a l'escala de Mohs és 2.

## Formació i jaciments
Aquesta espècie va ser descrita a partir d'exemplars de la mina Green Lizard i de la mina Giveway-Simplot, totes dues al White Canyon, al comtat de San Juan, a Utah (Estats Units). També se n'ha trobat shumwayita a la mina Blue Lizard, a la mateixa zona que les altres dues. Sol trobar-se associada a altres minerals com: romerita, romboclasa, calcita, guix, plašilita, pirita, rozenita o sofre.